# Il était temps
Il était temps är en låt framförd av den franska sångerskan Virginie Pouchain. Låten var Frankrikes bidrag i Eurovision Song Contest 2006 i Aten i Grekland. Låten är skriven av Corneille.
Bidraget framfördes i finalen den 20 maj och slutade där på tjugoandra plats med 5 poäng.